# La casetta in giardino
La casetta in giardino è un'opera realizzata nel 1908 dal pittore spagnolo Pablo Picasso. È realizzata con olio su tela e misura cm 92x73.
È conservata a Mosca nel Museo Puškin.
Il quadro è ispirato al lavoro di Braque, amico di Picasso, col quale l'artista aveva stretto una stretta collaborazione, che si risolse qualche anno dopo con la nascita del Cubismo.